# Třída Newport
Třída Newport je třída tankových výsadkových lodí amerického námořnictva (Landing Ship Tank – LST). V letech 1967–1972 do služby vstoupilo dvacet jednotek této třídy, které americké námořnictvo používalo až do roku 2002. Ve službě je nahrazují nové lodě třídy San Antonio.
Americkým námořnictvem vyřazená plavidla si následně našla řadu zahraničních uživatelů. Dvě lodě získala Čínská republika, Austrálie, Mexiko a Španělsko. Po jedné jednotce Brazílie, Chile, Malajsie a Maroko. Jiné byly potopeny jako cvičné cíle.

## Stavba
Jednotky třídy Newport:
| Jméno                             | Spuštění na vodu   | Dokončení          | Status |
| --------------------------------- | ------------------ | ------------------ | --- |
| USS Newport (LST-1179)            | 3. února 1968      | 7. června 1969     | Vyřazena 1992, prodána Mexiku jako Papaloapan (ARM A-411).                                                             |
| USS Manitowoc (LST-1180)          | 4. června 1969     | 24. ledna 1970     | Vyřazena 1993, prodána Čínské republice jako Čung-che (LST-232), aktivní.                                              |
| USS Sumter (LST-1181)             | 13. prosince 1969  | 20. června 1970    | Vyřazena 1993, prodána Čínské republice jako Čung-pching (LST-233), aktivní.                                           |
| USS Fresno (LST-1182)             | 28. září 1968      | 22. listopadu 1969 | Vyřazena 1993, potopena jako cvičný cíl.                                                                               |
| USS Peoria (LST-1183)             | 23. listopadu 1968 | 21. února 1970     | Vyřazena 1994, potopena jako cvičný cíl.                                                                               |
| USS Frederick (LST-1184)          | 8. března 1969     | 11. dubna 1970     | Vyřazena 2002, prodána Mexiku jako Usumacinta (ARM A-412).                                                             |
| USS Schenectady (LST-1185)        | 24. května 1969    | 13. června 1970    | Vyřazena 1993, potopena jako cvičný cíl.                                                                               |
| USS Cayuga (LST-1186)             | 12. července 1969  | 8. srpna 1970      | Vyřazena 1994, prodána Brazílii jako Mattoso Maia (G-28), vyřazena 7. prosince 2023.                                   |
| USS Tuscaloosa (LST-1187)         | 6. září 1969       | 24. října 1970     | Vyřazena 1993, potopena jako cvičný cíl.                                                                               |
| USS Saginaw (LST-1188)            | 7. února 1970      | 23. ledna 1971     | Vyřazena 1994, prodána Austrálii jako HMAS Kanimbla (L 51), přestavěna na třídu Kanimbla, vyřazena 25. listopadu 2011. |
| USS San Bernardino (LST-1189)     | 28. března 1970    | 27. března 1971    | Vyřazena 1995, prodána Chile jako Valdivia (LST 93), vyřazena 14. ledna 2011.                                          |
| USS Boulder (LST-1190)            | 22. května 1970    | 4. června 1971     | Vyřazena 1994. |
| USS Racine (LST-1191)             | 15. srpna 1970     | 9. července 1971   | Vyřazena 1993. |
| USS Spartanburg County (LST-1192) | 11. listopadu 1970 | 1. září 1971       | Vyřazena 1994, prodána Malajsii jako KD Sri Indera Pura (A-1505), vyřazena 2010.                                       |
| USS Fairfax County (LST-1193)     | 19. prosince 1970  | 16. října 1971     | Vyřazena 1994, prodána Austrálii jako HMAS Manoora (L 52), přestavěna na třídu Kanimbla, vyřazena 27. května 2011.     |
| USS La Moure County (LST-1194)    | 13. února 1971     | 18. prosince 1971  | Vyřazena 2000, potopena jako cvičný cíl.                                                                               |
| USS Barbour County (LST-1195)     | 15. května 1971    | 12. února 1972     | Vyřazena 1992, potopena jako cvičný cíl.                                                                               |
| USS Harlan County (LST-1196)      | 24. července 1971  | 8. dubna 1972      | Vyřazena 1995, prodána Španělsku jako Pizarro (L42), vyřazena 14. prosince 2012.                                       |
| USS Barnstable County (LST-1197)  | 2. října 1971      | 27. května 1972    | Vyřazena 1994, prodána Španělsku jako Hernán Cortés (L41), vyřazena 13. listopadu 2009.                                |
| USS Bristol County (LST-1198)     | 4. prosince 1971   | 5. srpna 1972      | Vyřazena 1994, prodána Maroku jako Sidi Mohammed Ben Abdallah (407), aktivní.                                          |

## Konstrukce

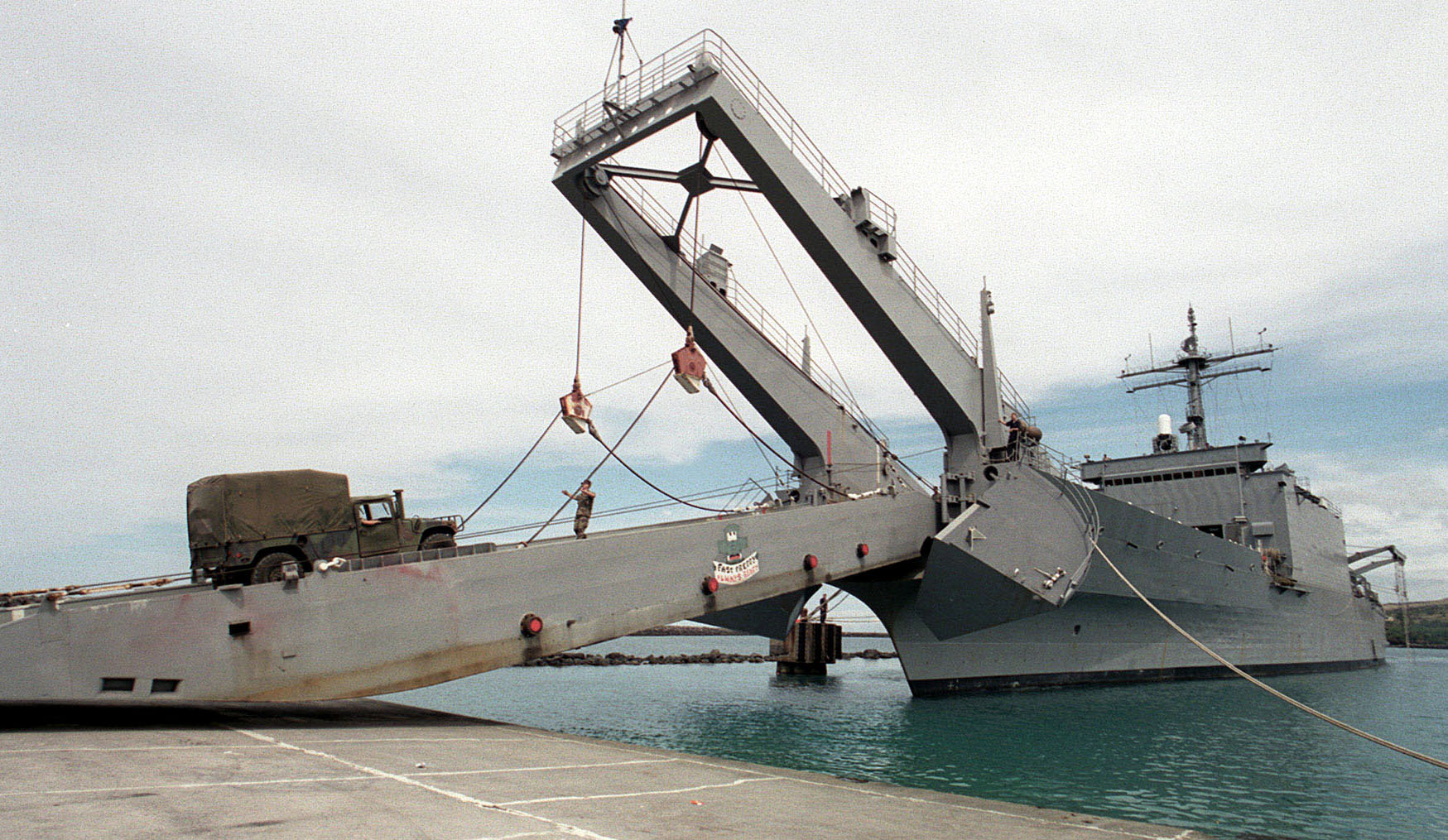
Nákladní vozidlo vjíždí na palubu USS Frederick (LST-1184)

Lodě třídy Newport nesou na přídi 54 metrů dlouhou rampu, namísto obyčejných vrat předchozích tříd. Ve středu trupu jsou nástavby a na zádi se nachází plošina pro přistání vrtulníku. Ze zádi jsou navíc schopny vypouštět výsadková vozidla přímo do vody.
Posádku tvoří 210 námořníků a 14 důstojníků. Kapacita lodi je 29 tanků a až 350 vojáků s vybavením. Původní výzbroj tvořily čtyři 76mm kanóny. V 80. letech je doplnil jeden systém blízké obrany Phalanx CIWS. Pohon zajišťuje šest dieselů roztáčejících dvojici lodních šroubů. Dosahují rychlosti až 20 uzlů.

## Operační nasazení

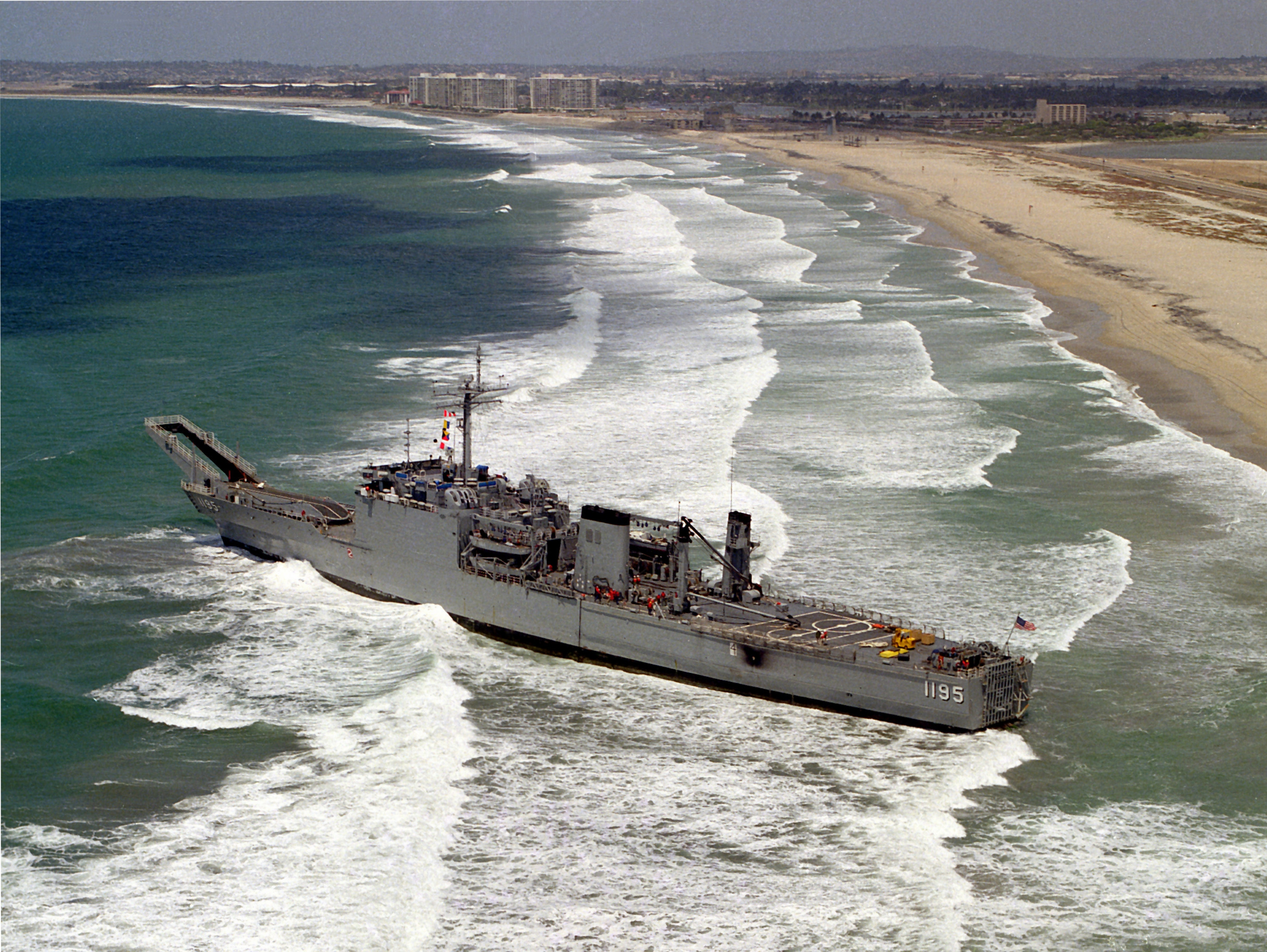
USS Barbour County (LST-1195) ztroskotala na břehu

Lodě třídy Newport byly nasazeny ve válce v Perském zálivu a podpoře operace Pouštní štít či při humanitární operaci v Somálsku v polovině 90. let.